# Tapeziertisch

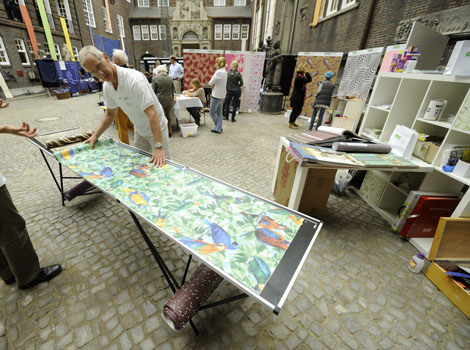
Tapeziertisch

Ein Tapeziertisch ist ein zusammenklappbarer Tisch, der beim Tapezieren für verschiedene Arbeitsschritte benutzt wird. Er dient vor allem zum Einkleistern der zugeschnittenen Tapetenbahnen, daher sind die meisten Modelle ausgeklappt etwa drei Meter lang – so lassen sich Tapetenbahnen für normalhohe Räume komplett darauf ausrollen. Für das seitliche Zuschneiden von Tapetenbahnen wird eine Schiene aus dünnem Metall mit Reißzwecken oder Klebeband an der Kante des Tapeziertischs befestigt, mit einem Tapetenmesser kann die Tapete dann entlang dieser Kante geschnitten („behauen“) werden.
Um zusammengeklappt gut transportierbar zu sein, sind Tapeziertische aus leichten Materialien hergestellt, etwa Sperrholz oder Aluminium, zudem besitzen sie einen Tragegriff; ein Verschluss verhindert, dass sich der Tisch beim Transport ungewollt auseinanderklappt. 2003 wurde ein höhenverstellbarer Tapeziertisch von einem deutschen Unternehmen zum Patent angemeldet. Beim Verkleben von Vliestapeten sind Tapeziertische überflüssig.
Da sie zusammengeklappt wenig Raum einnehmen und ausgeklappt eine lange Tischfläche bieten, finden Tapeziertische auch sonst häufig Verwendung, etwa als Verkaufstisch auf einem Flohmarkt oder zum Anrichten eines Buffets.